# 누미어파
누미어파(Numic)는 유트아즈텍어족의 최북단 분파로, 미국 대분지와 대평원 남부에 분포하는 7개의 원주민 언어로 이루어진다. 이름은 모든 소속 언어에서 나타나는 "사람"을 의미하는 동계어에서 유래했는데, 이 단어는 원시 누미어로 /*nɨmɨ/로 재구된다.

## 분류
- 중부 누미어
  - 코만치어(Comanche)
  - 팀비샤어(Timbisha): 하위에 서부 방언, 중부 방언, 동부 방언
  - 쇼쇼니어(Shoshoni): 하위에 서부 방언, 고시유트(Gosiute) 방언, 북부 방언, 동부 방언
- 남부 누미어
  - 카와이수어(Kawaiisu)
  - 콜로라도강 누미어(Colorado River Numic): 하위에 체메웨비(Chemehuevi) 방언, 남부 파이유트(Southern Paiute) 방언, 유트 방언(Ute)
- 서부 누미어
  - 모노어(Mono): 하위에 동부 방언, 서부 방언
  - 북부 파이유트어(Northern Paiute): 하위에 남부 네바다(Nevada) 방언, 북부 네바다 방언, 오리건(Oregon) 방언, 배넉(Bannock) 방언

## 같이 보기
- 호피어